# Авиационная улица (Орск)
Авиацио́нная у́лица —  улица в Ленинском районе города Орска Оренбургской области. Расположена в восточной части входящего в состав города посёлка Первомайский. Названа по находившемуся в этом районе до 2000 года аэропорту «Сокол».
Улица начала застраиваться в конце 1930-х годов. В настоящее время на улице расположено более 70 частных кирпичных и деревянных домов.